# Эль-Борма
Эль-Борма (араб. البرمة‎) — небольшой город и коммуна в восточной части Алжира, в вилайете Уаргла. Административный центр и единственная коммуна в составе одноимённого округа.

## Географическое положение

Коммуна Эль-Борма

Город находится на северо-востоке вилайета, в пределах Большого Восточного Эрга пустыни Сахара, вблизи государственной границы с Тунисом, на расстоянии приблизительно 783 километров к юго-востоку от столицы страны Алжира.
Коммуна Эль-Борма граничит с коммунами Бен-Насер, Тайбет и Хасси-Месауд, а также с территориями вилайетов Иллизи и Эль-Уэд. Её площадь составляет 47 261 км².

## Климат
Климат города характеризуется как аридный жаркий (BWh в классификации климатов Кёппена). Осадков в течение года выпадает крайне мало (среднегодовое количество — 47 мм). Средняя годовая температура составляет 21,1 °C. Средняя температура самого холодного месяца (января) составляет 10,1 °С, самого жаркого месяца (июля) — 31 °С.

## Население
По данным официальной переписи 2008 года численность населения коммуны составляла 3205 человек. Доля мужского населения составляла 52,04 %, женского — соответственно 47,96 %. Уровень грамотности населения составлял 42,6 %. Уровень грамотности среди мужчин составлял 54,7 %, среди женщин — 28,5 %. 1,6 % жителей Эль-Бормы имели высшее образование, 3,5 % — среднее образование.